# C2H7NO
C2H7NO(몰 질량: 61.083 g/mol)는 다음 물질의 분자식이다.
- 1-아미노에탄올(1-Aminoethanol)
- N,O-디메틸하이드록실아민(N,O-Dimethylhydroxylamine)
- 에탄올아민

| Disambiguation icon | 이 문서는 명칭이 같고 같은 종류에 속하는 여러 대상을 연결하는 색인 문서입니다. |